# Giorgio Bardanzellu
Giorgio Bardanzellu (Luras, 12 agosto 1888 – Roma, 11 ottobre 1974) è stato un ufficiale, avvocato e politico italiano.

## Biografia
Trasferitosi a Torino in giovane età, svolse attività pubblicistica e si laureò in giurisprudenza nel 1911. Successivamente entrò nella carriera militare (31 dicembre 1914) e, con l'ingresso dell'Italia nella prima guerra mondiale, fu nominato sottotenente di complemento nell'arma di fanteria.  Incorporato nel reparto mitraglieri della Brigata Taro, si distinse per alcune azioni considerate eroiche nella difesa del Coni Zugna, così da meritare la medaglia d'argento al valor militare. Successivamente partecipò alla Battaglia del Passo Buole (31 maggio 1916) e ad un'azione sul Monte Pertica (1917), dove guadagnò un'ulteriore medaglia al valore (di bronzo) e fu promosso sul campo al grado di capitano. Infine, fu ferito sul Monte Grappa, ove fu decorato con la Croce al merito di Guerra.
Collocato in congedo nel 1919, si dedicò alla professione di avvocato penalista, e, a Torino,  aderì alla Lega Democratica per il rinnovamento della politica nazionale di Gaetano Salvemini, insieme a Piero Gobetti. Dopo lo scioglimento di tale formazione, si presentò alle Elezioni politiche italiane del 1921, nelle liste dei Blocchi Nazionali, e risultò il primo dei non eletti a Torino.
Giorgio Bardanzellu prese la tessera del Partito Nazionale Fascista nell'agosto 1922.  Nell'ottobre 1923 fu eletto Segretario del Fascio torinese, ma, nel dicembre successivo, la sua relazione fu clamorosamente bocciata e fu costretto a dimettersi.
Nel 1934 fu inserito nella lista unica per le elezioni alla Camera ed eletto deputato; nel 1935 fu riammesso nella riserva dell'Esercito italiano e promosso prima maggiore (1936) e poi tenente colonnello (1940). Nel 1939 non venne ricandidato al Parlamento in quanto - sostenne poi di fronte alla Commissione di epurazione - oppositore della politica della Segreteria del partito fascista, che riteneva troppo totalitaria.  Nel 1944 giurò fedeltà alla Repubblica Sociale Italiana, ma non rivestì alcuna carica politica; per tale motivo, nel 1945, fu completamente prosciolto dall'apposita Commissione, che appurò la sua estraneità a qualsiasi profitto del regime di Salò.
Nella II e III legislatura repubblicana, si presentò con il Partito Nazionale Monarchico e fu rieletto deputato. La sua proposta di limitare a 50 km/h la velocità dei veicoli nei centri abitati fu recepita dal codice della strada del 1959. Il 23 marzo 1956, il Parlamento approvò la sua proposta di legge per la difesa della quercia da sughero. Contemporaneamente, riprese la sua attività pubblicistica per La Nuova Sardegna. Vice presidente (1958-63) del gruppo parlamentare monarchico, nel 1962 fu nominato da Umberto di Savoia, membro della Consulta dei Senatori del Regno.
La sua partecipazione alle elezioni politiche del 1963 e del 1968, nelle liste del PDIUM, non ebbe successo. Contrario alla fusione del partito monarchico con il Movimento Sociale Italiano - Destra Nazionale, preferì restar fuori da tale progetto e aderì ad Alleanza Monarchica.